# 1218
[[Категорија: 1218
.| ]]
Година 1218 (MCCXVIII) била је проста година која је почела у понедељак.

## Догађаји
- Википедија:Непознат датум — У Равени у борби за превласт истакао се Пјетро Траверсари, којег ће касније наследити његов син Паоло.
- Википедија:Непознат датум — Током окрутног крсташког похода на јеретике албигензе Симон од Монфорта убијен је у близини Тулуза. Наследио га је син Амалрих, који није успео да преузме град већ је и изгубио целу територију коју му је отац био освојио.
- Википедија:Непознат датум — У Бугарској је цара Борила свргнуо Јован Асен II, син Асена I.
- Википедија:Непознат датум — Умро је Саладинов брат Малик ел Адил. Након његове смрти у Египту, Дамаску и Месопотамији владају различити огранци ајубидске династије. У Египту је на престо дошао ел Адилов син ел Камил.
- Википедија:Непознат датум — Када је потчинио исламске народе Туркестана, Џингис-кан је дошао у додир с Хорезмијском империјом. У прво време су били пријатељски односи, али после једног суђења монголском посланику од стране Ала ад-Дин Мухамеда, Џингис-кан је напао Хорезмију.
- Википедија:Непознат датум — Умро је краљ Ангкора Јајаварман VII. Наследио га је Индраварман II.
- Википедија:Непознат датум — Опсада Дамијете (1218)

## Рођења
- 1. мај —Рудолф I Хабзбург, краљ Немачке (†1291)